# Loleatta Holloway
Loleatta Holloway (Chicago, 5 novembre 1946 – Chicago, 21 marzo 2011) è stata una cantante statunitense.

## Biografia
Cantante originariamente soul, divenne nel corso degli anni una delle regine della disco music. Aiutata dalla sua voce acuta e potente, sviluppò le sue capacità canore nei cori gospel delle comunità religiose di Chicago, cantando con la mamma nella Halloway Community Singers e con Albertina Walker nel gruppo gospel The Caravans. Ed è proprio lì che venne notata e scritturata per il musical Don't Bother Me; I Can't Cope. Dopo alcune tournée, si legò al suo produttore e futuro marito Floyd Smith: con la sua etichetta discografica Aware registrò gli album Loleatta (1973) e Cry To Me (1975). Dopo la chiusura dell'Aware, nel 1976 la Holloway si legò al produttore Norman Harris ed alla sua etichetta Gold Mind Records, con cui pubblicò quattro album, l'ultimo nel 1980.
Divenuta già leggenda del mondo della disco music, nel 1979 la Holloway incise una delle canzoni che più sono entrate nella storia di tale genere: Love Sensation, scritta da Dan Hartman, che raggiunse la vetta della Hot Dance Club Play e la quinta posizione della UK Dance Chart. Altre storiche canzoni incise dalla Holloway sono: Hit and Run (terza nella US dance), Crash Goes Love (quinta posizione nella US Dance), What Goes Around Comes Around, Strong Enough (mixata da Larry Levan), Dreamin (prima posizione nella Hot Dance Club Play).
Nel 1990 la versione a cappella del disco Love Sensation venne campionata senza autorizzazione dal gruppo italiano Black Box per il brano Ride on Time. La canzone salì ai vertici delle classifiche dance dell'anno e Dan Hartman e Loleatta intentarono causa al gruppo chiedendo la rimozione della parte vocale dalla canzone. Un anno più tardi, il rapper Marky Mark riprenderà di nuovo l'a cappella di Love Sensation per la sua hit hip house Good Vibrations. Love Sensation nel frattempo diventò da questo momento uno dei brani vocali più campionati di sempre, e verrà inserito in vari contesti musicali, dalla house al drum and bass al dubstep. 
Il 21 marzo 2011 Loleatta Holloway morì in seguito ad una insufficienza cardiaca, come riferito alla BBC dal suo produttore Ron Richardson.

## Vita privata
Ebbe quattro figli.

## Discografia

### Album

#### Studio
- 1973 - Loleatta
- 1975 - Cry to Me
- 1976 - Loleatta
- 1978 - Queen Of The Night
- 1979 - Loleatta Holloway
- 1980 - Love Sensation

#### Raccolte
- 1996 - Greatest Hits
- 1996 - The Hotlanta Soul of Loleatta Holloway
- 1997 - Runaway: The Best of Loleatta Holloway
- 2001 - Queen of the Night
- 2003 - The Greatest Performance of My Life: The Best of Loleatta Holloway
- 2005 - Loleatta Holloway: The Anthology
- 2013 - A Tribute to Loleatta Holloway: The Salsoul Years
- 2014 - Dreamin': The Loleatta Holloway Anthology 1976–1982

### Singoli
- 1971 - Rainbow '71
- 1973 - Part Time Lover, Full Time Fool
- 1973 - Mother of Shame
- 1973 - Our Love
- 1974 - H•e•l•p M•e M•y L•o•r•d
- 1975 - Cry to Me
- 1975 - I Know Where You're Coming from
- 1975 - Casanova
- 1976 - Worn Out Broken Heart
- 1977 - Dreamin'
- 1977 - Hit and Run
- 1977 - Ripped Off
- 1977 - We're Getting Stronger (The Longer We Stay Together)
- 1978 - Only You (feat. Bunny Sigler)
- 1978 - I May Not Be There When You Want Me (But I'm Right On Time)
- 1978 - Catch Me on the Reboud
- 1979 - That's What You Said
- 1980 - Love Sensation
- 1980 - I've Been Loving You Too Long
- 1983 - Love Sensation (ripubblicazione)
- 1984 - Crash Goes Love
- 1994 - Stand Up!
- 1994 - The Queen's Anthem
- 2000 - Chocolate Sansation / Ride on Time (remix)
- 2000 - Dreaming (remix)
- 2005 - Stand Up (remix)
- 2006 - Love Sensation '06